# Липіха
Липі́ха (рос. Липиха) — село у складі Упоровського району Тюменської області, Росія.
Населення — 471 особа (2010, 527 у 2002).
Національний склад станом на 2002 рік:
- росіяни — 89 %